# حرة الرحا
حَرّة الرّهاه أو حرة الرّحا أو حرة بلي  هي حَرّة تقع في الشمال الغربي من المملكة العربية السعودية، جنوبي منطقة تبوك، وتبلغ مساحة الحَرّة 3,600 كم2. من منطقة حرّة الرّهاه تنبع بعض الأودية، ومنها وادي الجزل، ووادي الأخضر، ووادي دامة، ووادي البقار، ووادي الخنبرة.